# Live in Willisau
Live in Willisau ist ein Jazzalbum von James Brandon Lewis und Chad Taylor. Die am 1. September 2019 auf dem Jazz Festival Willisau entstandenen Aufnahmen erschienen im April 2020 auf Intakt Records. Der Auftritt wurde von dem Tonmeister und Produzenten Martin Pearson für den Schweizer Radiosender SRF 2 Kultur mitgeschnitten.

## Hintergrund
Der Mitschnitt Live in Willisau war das Abschlusskonzert des 45. Willisau Jazz Festivals am 1. September 2019. Es sei ein Festival mit einer langen Tradition, das Saxophon- und Schlagzeugduos umfasst, schrieb Adam Sieff, darunter Max Roach und Anthony Braxton 1979, wiederum Max Roach mit Archie Shepp (ebenfalls 1979) sowie Rashied Ali und Arthur Rhames 1981. Das Album beinhaltet das gesamte 67-minütige Set, das an diesem Abend gespielt wurde. Bereits 2018 hatte der Saxophonist James Brandon Lewis ein Duoalbum mit dem Schlagzeuger Chad Taylor vorgelegt (Radiant Imprints), das – so Troy Dostert – etwas im Schatten des Erfolgs von An UnRuly Manifesto (Relative Pitch, 2019) stand.
Chad Taylor hatte bereits zuvor Erfahrungen im Duo-Format; so spielte er mit dem Trompeter Rob Mazurek im Chicago Underground Duo.  Auf dem Album Live in Willisau gibt es einen Moment, als Lewis an die Zuhörer gerichtet bemerkte, dass er „emotional“ wurde, wenn er an die legendären Auftritte dachte, die im Laufe der Jahre in Willisau stattgefunden hatten. Auf eines dieser Konzerte aus dem Jahr 1980 mit Dewey Redman und Ed Blackwell, festgehalten auf dem Album Red and Black in Willisau (Black Saint, 1985) wird hier ausdrücklich mit Redmans „Willsee“ angespielt. Lewis schöpft nicht nur aus diesem inspirierten Duo, schrieb Dostert, sondern auch aus der Beziehung zwischen John Coltrane und Rashied Ali, die das Album Interstellar Space (veröffentlicht auf Impulse! 1974) hervorgebracht hat, wie drei Stücke hier deutlich machen. So beinhaltet „Twenty Four“  explizite Überarbeitungen von Coltranes Themen aus „Giant Steps“ sowie „26-2“ und „Radiance“, die sich mit „Seraphic Light“ – einem Titel aus Coltranes Album Expression (1967) – auseinandersetzen, während „Imprints“ indirekt auf Coltranes „Impressions“ verweist.
Bei dem Konzert boten Lewis und Taylor auch eine Interpretation von Duke Ellingtons „Come Sunday“ aus Black, Brown and Beige dar. Taylor spielt hier Mbira (ein Instrument ähnlich einer Kalimba), während Lewis’ Saxophon fast den Klang einer Bratsche annimmt. Ein weiterer Titel ist Mal Waldrons „Watakushi No Sekai“, gefolgt von dem traurigen „With Sorrow Lonnie“ (ein Titel vom Debütalbum), wo wiederum Taylor auf der Mbira Lewis’ emotionales Spiel unterstützt. Nach dem kraftvollen „Willsee“ von Dewey Redman folgt die Zugabe „Under/Over the Rainbow“, eine Version der bekannten Harold-Arlen-Melodie.
Nach Ansicht von Mark Corroto (All About Jazz) zählt der Mitschnitt zu den besten Jazzalben des Jahres.

## Titelliste

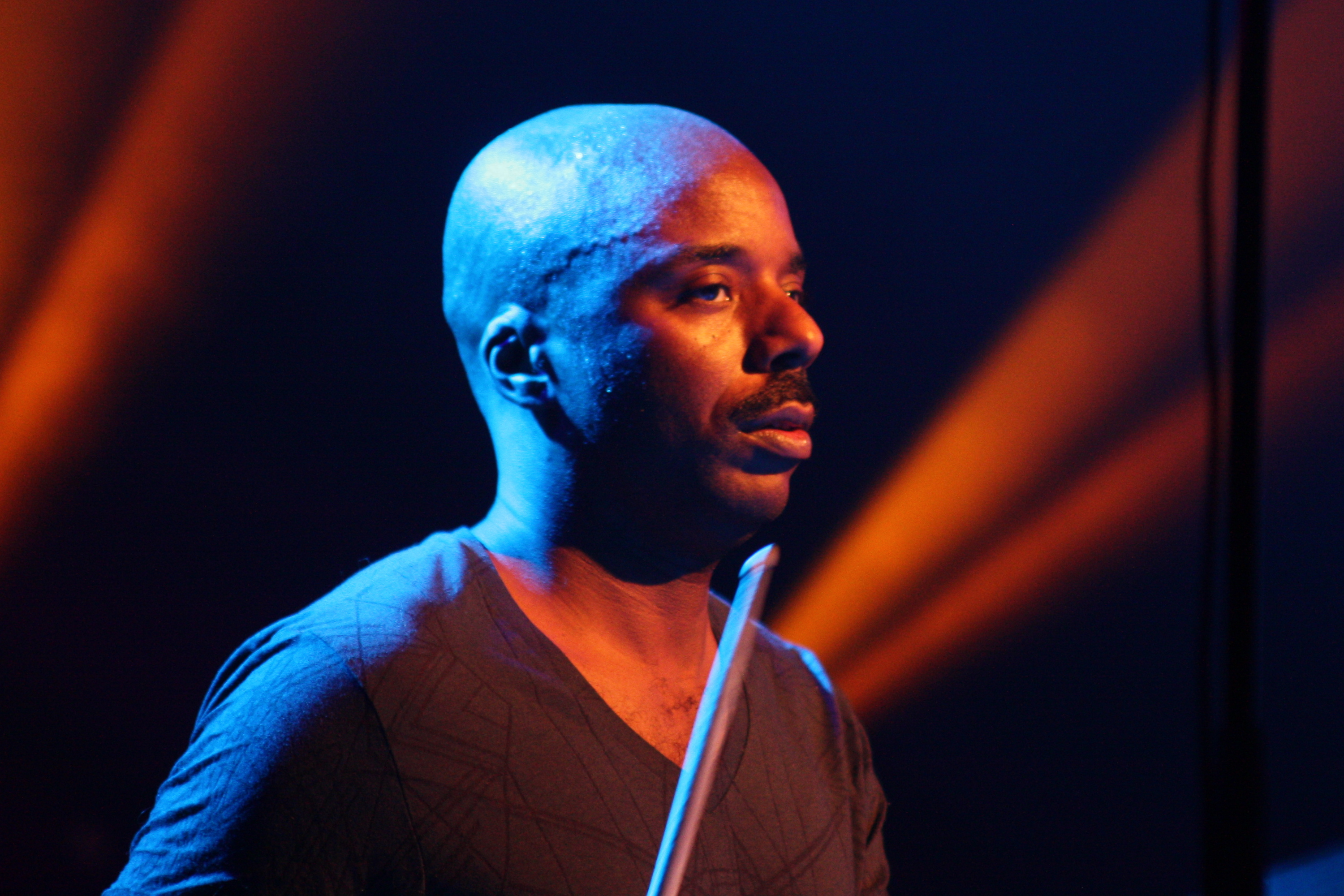
Chad Taylor (Deutsches Jazzfestival 2013)

- James Brandon Lewis, Chad Taylor: Live in Willisau (Intakt Records CD 342)[4]

1. Twenty Four 	8:34
2. Radiance 	7:01
3. Matape 	10:32
4. Come Sunday 	3:44
5. Imprints 	8:42
6. Watakushi No Sekai 	7:05
7. With Sorrow Lonnie 	6:34
8. Willisee 	6:21
9. Under/Over the Rainbow 	7:43

## Rezeption
Nach Ansicht von Troy Dostert, der das Album in All About Jazz rezensierte, sei das Album ein weiterer Beweis dafür, dass die Partnerschaft Lewis/Taylor eines der aufregendsten Matchups im zeitgenössischen Jazz sei. Live in Willisau gehe sowohl in seiner dynamischen Energie als auch in seinem grenzüberschreitend idiomatischen Schwung weit über das Vorgängeralbum des Duos, Radiant Imprints hinaus. Die Magie des Albums sei nicht zuletzt darauf zurückzuführen, dass es sich um eine Live-Aufnahme handelt. Das Publikum habe nicht nur ein klares Vergnügen, sondern auch Lewis scheine davon begeistert zu sein. Saxophon/Schlagzeug-Paarungen hätten normalerweise nicht die Aufmerksamkeit konventioneller Gruppenbemühungen – daher könnte man nicht erwarten, dass Live in Willisau auf so vielen Jahresendlisten landet wie UnRuly Manifesto. Aber das wäre bedauerlich, da dieses Album genauso beeindruckend und unterhaltsam ist wie sein Vorgänger.
Ebenfalls in All About Jazz schrieb Mark Corroto, dieser Live-Mitschnitt reiche weiter als der Vorgänger Radiant Imprints und übertreffe in vielerlei Hinsicht die erstaunliche anfängliche Studioaufnahme. In „Twenty Four“, der kunstvollen Neubearbeitung von Coltranes „26-2“, von 1960, werde „ein Wirbel aus Klang und Energie erzeugt, wobei Teile des Originals in seltsamen Winkeln davonfliegen.“ Die gleiche Formel würden die beiden für „Imprints“, der Neuinterpretation von Coltranes „Impressions“; wie in ihrer vorausgegangenen Studioarbeit meiden die beiden Mimikry, ohne die Originalmusik zu entehren.
Nach Ansicht von Adam Sieff, der das Album in London Jazz News rezensierte, habe sich James Brandon Lewis mit seinem Major-Label-Debüt Divine Travels (Okeh Records/Sony Music) als eines der großen neuen Talente mit einer kraftvollen, unabhängigen Stimme etabliert. Sechs Jahre später und obwohl er noch nicht die Anerkennung erreicht habe, die seine Kunst verdiene, mache er weiterhin großartige Musik.
Derek Taylor schrieb in Dusted, weder der Tenorist James Brandon Lewis noch der Schlagzeuger Chad Taylor klingen, als seien sie von dem Spektrum der bisherigen Duo-Begegnungen in Willisau eingeschüchtert. Ein kritisches Maß für diese Art minimalistischer Begegnungen hätte früher darin bestanden, die Frage zu stellen, ob Instrumente wie Piano oder Bass fehlen würden; doch Lewis und Taylor seien es gewohnt, mit diesen abwesenden und anderen Instrumentierungen in unterschiedlichen Kontexten zu spielen, aber innerhalb der hier festgehaltenen, das Publikum bestätigenden Konversation bräuchten sie genauso gut gar nicht existieren.
Ammar Kalia lobt im Down Beat, bereits ihre vorausgegangene Veröffentlichung von 2018, Radiant Imprints, sei eine Meisterklasse in Lewis’ makelloser, atemloser Form gewesen, die endlose melodische Linien auf Taylors rhythmische Texturen abrüttelte. Der Applaus der begeisterten Menge sei eine gerechtfertigte Anerkennung für das unermüdliche Streben dieses Duos nach Kreativität. Das Album verdeutliche, „dass Lewis und Taylor die rauesten Kanten ihrer Instrumente perfekt kanalisieren: Sie sind ein scharfer Lichtblitz, den man live sehen kann, und eine notwendige Fortsetzung des emotionalen Kraft des Potentials der freien Form im Jazz.“